# خیرالله پروین
خیرالله پروین (زاده ۱۳۴۲) حقوقدان و استاد دانشکده حقوق دانشگاه تهران است. وی موفق شد در مرداد ۱۴۰۱ با کسب ۱۴۹ رأی از نمایندگان مجلس شورای اسلامی به‌عنوان عضو حقوقدان شورای نگهبان انتخاب شود.

## تحصیلات
خیرالله پروین کارشناسی حقوق را در سال ۱۳۷۷ و کارشناسی ارشد حقوق عمومی را در سال ۱۳۷۹ از دانشگاه تهران و مدرک دکتری حقوق عمومی را در سال ۱۳۸۵ از دانشگاه لبنان اخذ کرد.

## فعالیت‌های علمی
پروین دارای مرتبه استاد تمامی حقوق عمومی در دانشگاه تهران است. وی تا کنون مقالات متعددی تألیف کرده‌است، برخی از آن‌ها عبارتند از:
- کارکردهای تنقیح قوانین و مقررات و نقش آن در تضمین اصل امنیت حقوقی
- تأملی حقوقی در ساختار و صلاحیت مصوبه‌گذاری دبیرخانه شورای‌عالی امنیت ملی
- بررسی عملکرد شورای حقوق بشر در خاورمیانه تحت تأثیر شورای رقابت‌های ژئوپولیتیکی
- حقوق اساسی تطبیقی
- نقدی بر ترکیب هیئت عمومی دیوان عدالت اداری به‌منظور نظارت بر مقررات دولتی و ارائه الگوی مطلوب
- مقایسه وضعیت حاکمیت قانون در مدیریت شهری قبل و بعد از انقلاب
- نقش و جایگاه قانون در مدیریت شهری کلان‌شهر تهران
- تنقیح قوانین و مقررات گامی در تضمین اصل امنیت حقوقی[۲]